# Lilla Långgöl
Lilla Långgöl är en sjö i Hultsfreds kommun i Småland och ingår i Viråns huvudavrinningsområde.